# Jock Aird
John „Jock” Rae Aird (Glencraig, 1926. december 18. – 2021. június 29.) skót és új-zélandi válogatott labdarúgó, hátvéd.
A skót válogatott tagjaként részt vett az 1954-es labdarúgó-világbajnokságon. A skót válogatottban négy alkalommal, az Új-zélandi válogatottban kétszer szerepelt. 